# Здание Госстраха
Здание Госстраха (здание акционерного общества «Союзхлеб») — здание, расположенное в Ленинском районе Екатеринбурга, по адресу Банковский переулок, дом 9. Здание является образцом конструктивизма конца 1920-х годов.

## История
В 1925 году был принят План застройки Главной торговой площади Свердловска по Постановлению Окрисполкома. В 1926 году на месте торговой площади началось строительство здания Госстраха по проекту Георгия Павловича Валенкова в стиле конструктивизм и закончилось в 1929 году. В 1929-1941 годах в здании располагалось акционерное общество «Союз-хлеб», в честь которого здание получило свое название. В годы Великой Отечественной войны в здании располагался госпиталь №1705 для раненых воинов Советской Армии, о чём и свидетельствует установленная на здании памятная доска. В здании также располагалось отделение Госстраха. После войны в здании находился Свердловский завод медпрепаратов и Институт профзаболеваний. С 1991 года ОАО «Уралбиофам» и екатеринбургское отделение банка «Вятич». В 2010 году в связи с аварийным состоянием здания, его эксплуатация была прекращена,а само здание законсервировано.
Решением Свердловского облисполкома № 74 от 18.02.1991 года здание поставлено на государственную охрану как памятник градостроительства и архитектуры регионального значения, а постановлением Правительства Свердловской области № 207-ПП от 10.03.2011 года был изменено наименование со Здания акционерного общества «Союз-хлеб» на Здание Госстраха, изменена и дата постройки с 1920 года на 1926-1929 годы.

## Архитектура
По плану здание представляло единую композицию со зданием гостиницы «Ярмарком», построенной в 1926 году. Здания открыты западной стороной перед «Жилым комплексом для специалистов» и образовывают небольшую площадь в центре квартала. Восточная сторона зданий направлены в сторону улицы 8 Марта (в прошлом улицы Троцкого). Здание трехэтажное, Г-образное по плану, расположено на углу, которое. Угловая сторона выше на этаж остальных частей здания, а по центральной оси выделен срезом. Главный вход симметричен боковым окнами углового объема. Симметрия достигается фланкированием угла двумя узкими ризалитами с остроугольными выступами остекленных лестничных клеток. Имеется широкая горизонталь междуэтажного пояса, выступающая над входом в качестве козырька, образуя угол с лестничными клетками. Внутренний интерьер имеет диагональное расположение входных помещений и центральной лестничной клетки, зальные помещения первого этажа, одно из которых с двумя рядами четырехгранных опор, и коридорный тип планировки в верхних этажах. Здание является образцом административных зданий конструктивизма конца 1920-х годов.

## Галерея

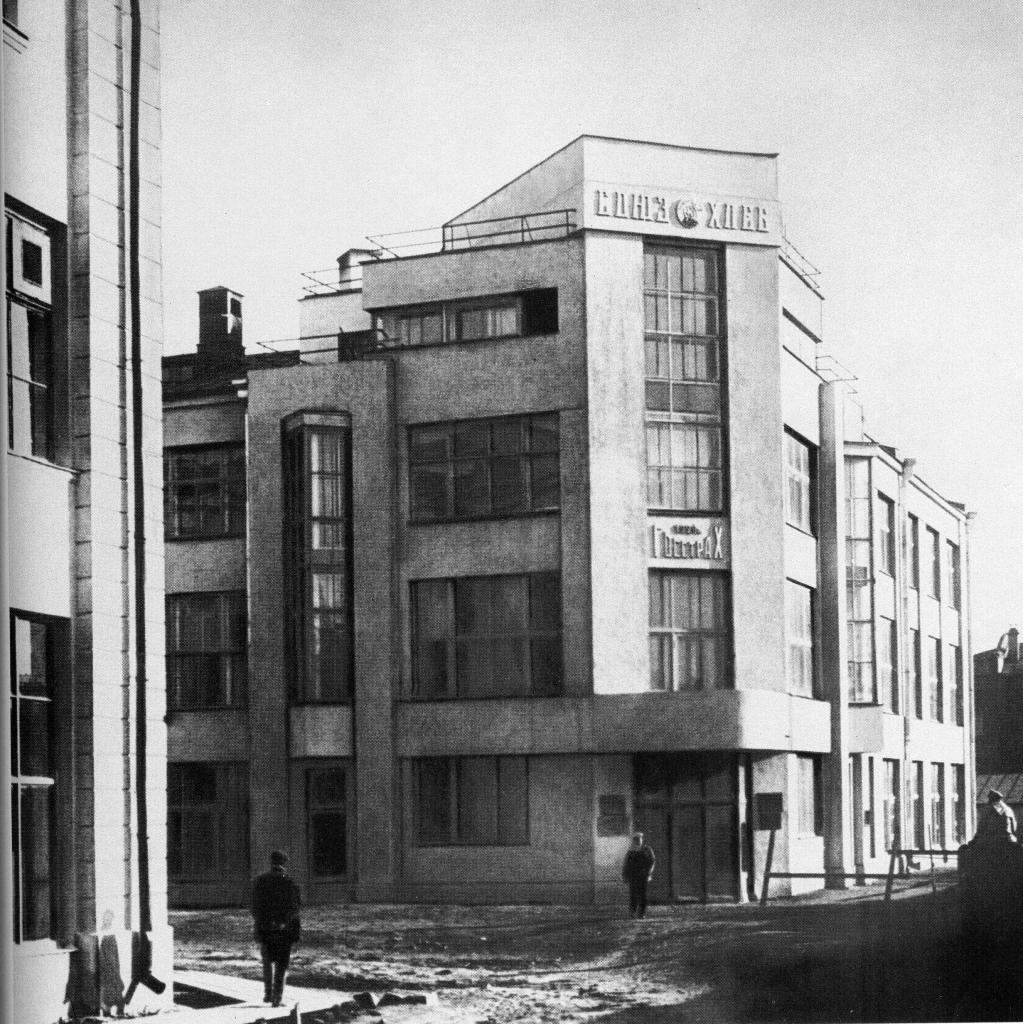
Здание Госстраха 1930-е годы.
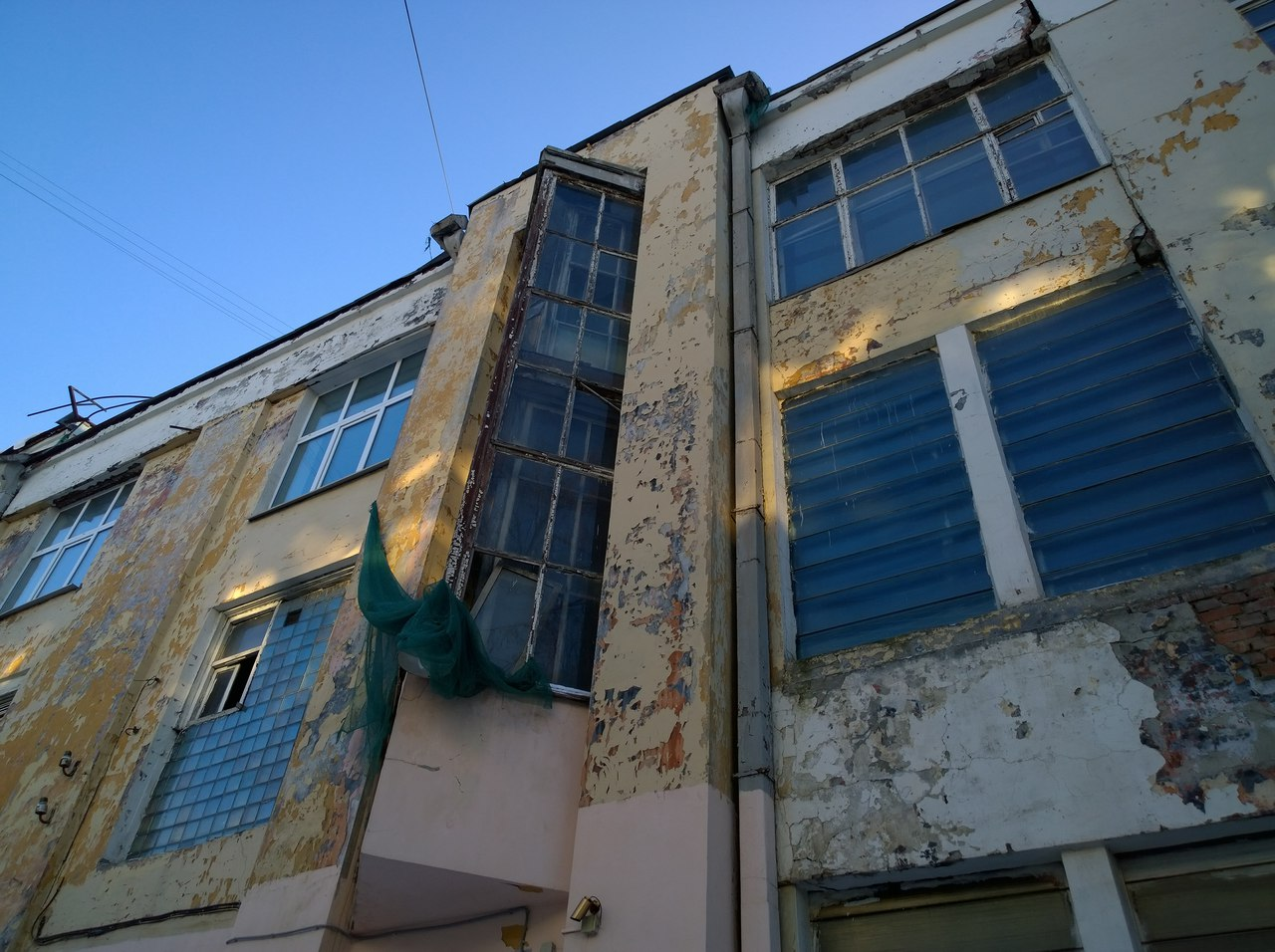
Вид на фасад левого крыла, единственный используемый подъезд в здании
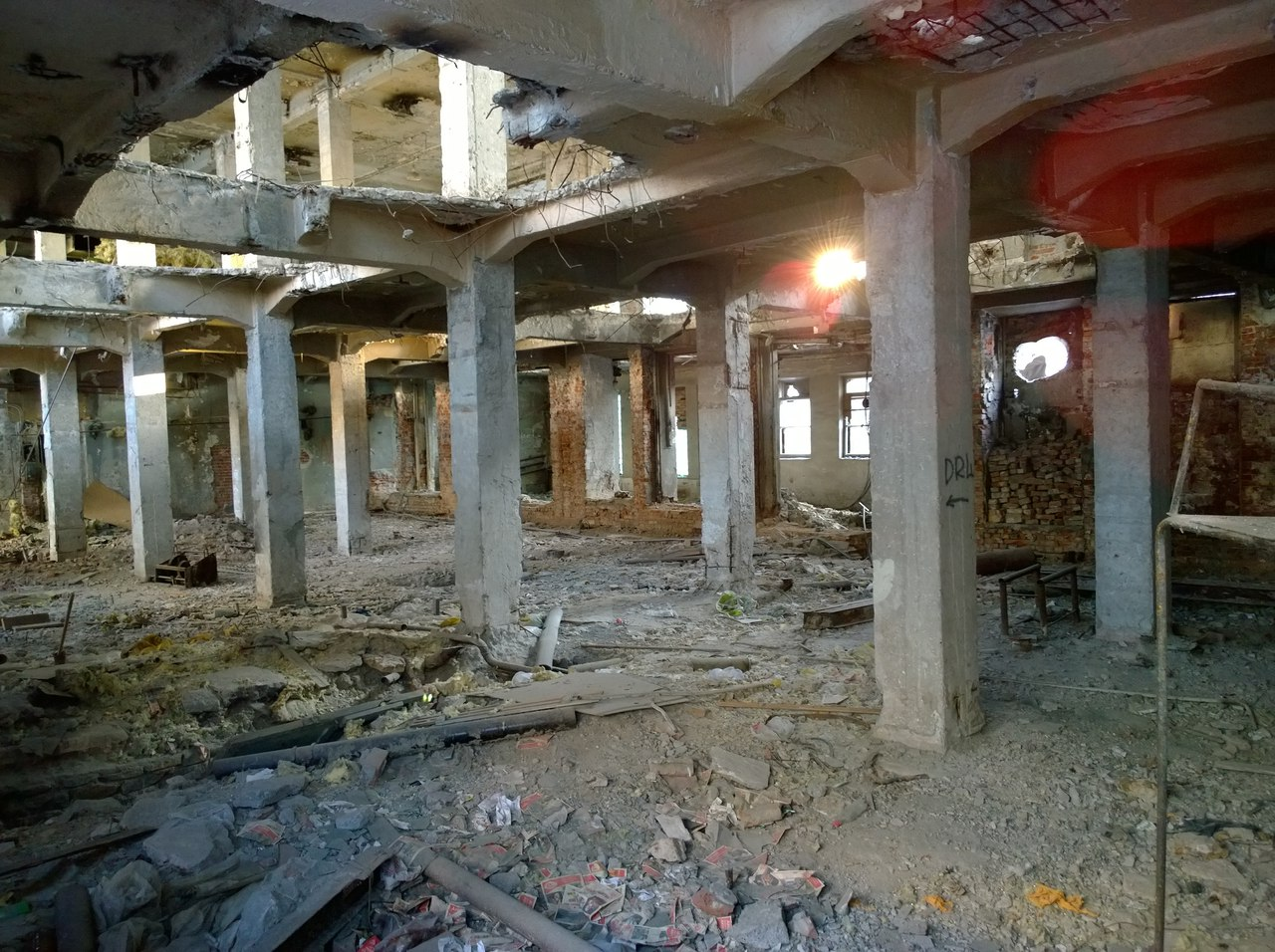
Госстрах внутри
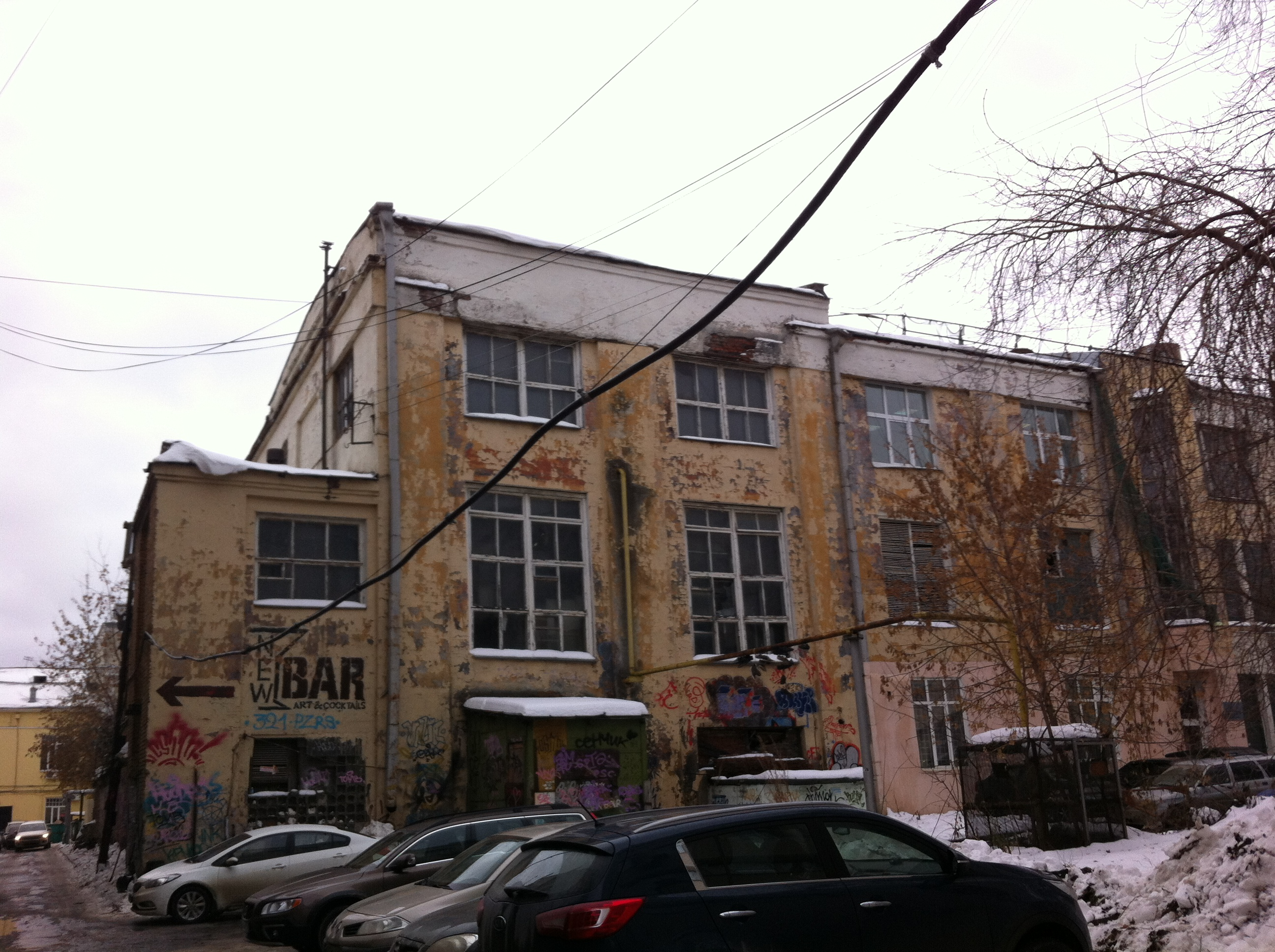
Вид из переулка
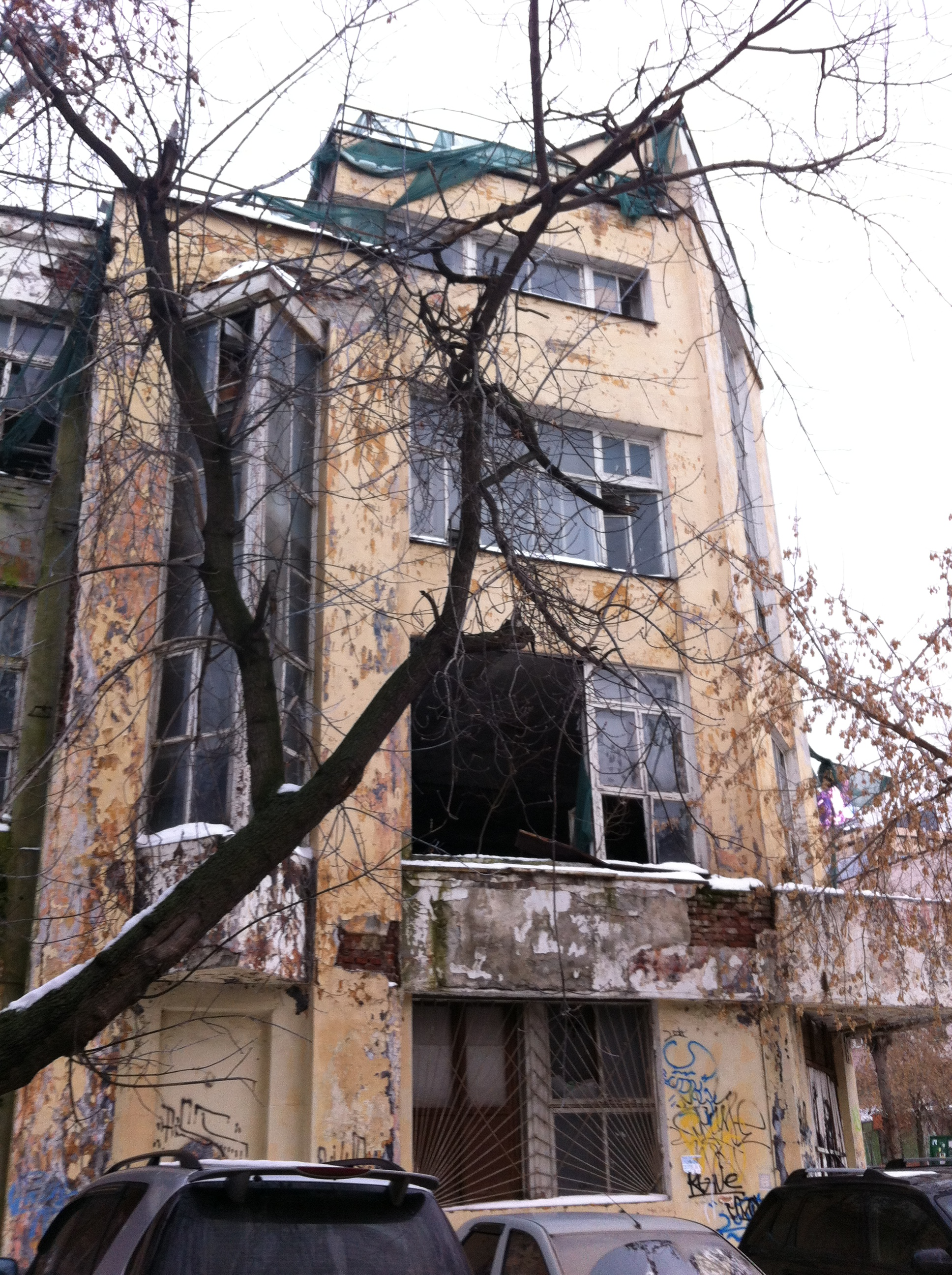
Перекресток переулок Банковский.